# Leopold Thomas Poole
Leopold Thomas Poole, britanski general, * 1888, † 1965.